# 聖三一廣場

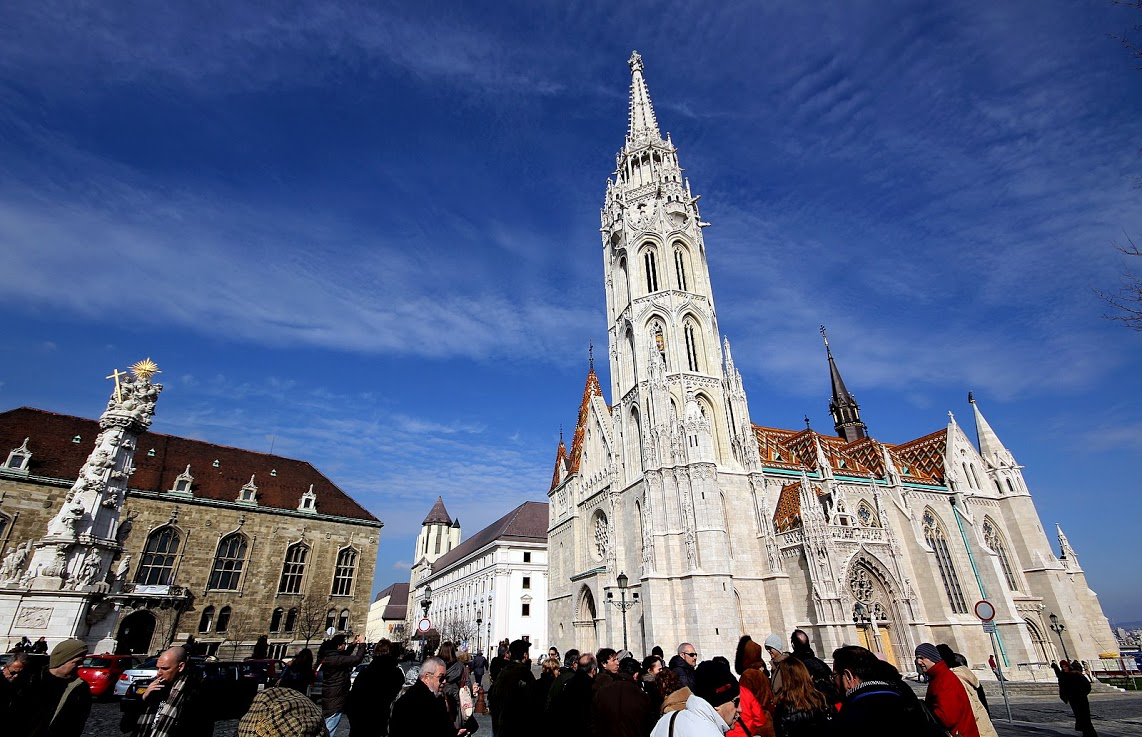
聖三一廣場

聖三一廣場（匈牙利語：Szentháromság tér）是位於匈牙利首都布達佩斯城堡區的一個廣場。聖三一廣場附近有馬加什教堂等景點，是布達佩斯主要的觀光地區。